# Darian King
 Darian King  (nacido el 26 de abril de 1992, en Bridgetown) es un tenista profesional de Barbados.

## Carrera
Su mejor ranking individual es el N.º 106 alcanzado el 8 de mayo de 2017, mientras que en dobles logró la posición 236.º el 28 de agosto de 2017.
No ha logrado hasta el momento títulos de la categoría ATP, aunque sí ha obtenido varios títulos del circuito Challenger en individuales, así como varios Futures tanto en individuales como en dobles.

### Copa Davis
Desde el año 2009 es participante del Equipo de Copa Davis de Barbados. Tiene en esta competición un récord total de partidos ganados/perdidos de 20/8 (13/5 en individuales y 7/3 en dobles).

## Challengers y Futures (3+31)
| Leyenda           |
| ----------------- |
| Challengers (3+0) |
| Futures (13+18)   |

### Individuales (16)
| N.º | Fecha      | Torneo         | Superficie    | Oponente               | Resultado        |
| --- | ---------- | -------------- | ------------- | ---------------------- | ---------------- |
| 1.  | 10.07.2016 | Cali           | Tierra batida | Víctor Estrella Burgos | 5-7, 6-4, 7-5    |
| 2.  | 24.07.2016 | Binghamton     | Dura          | Mitchell Krueger       | 6-2, 6-3         |
| 3.  | 02.10.2016 | Tiburón        | Dura          | Michael Mmoh           | 7-6(2), 6-2      |
| 4.  | 09.09.2012 | México F9      | Dura          | Alexandre Schnitman    | 6-4, 5-0 (RET)   |
| 5.  | 23.09.2012 | México F11     | Dura          | Yoshihito Nishioka     | 6-0, 6-1         |
| 6.  | 21.07.2013 | USA F19        | Dura          | Alexander Sarkissian   | 6-3, 7-6(3)      |
| 7.  | 02.03.2014 | USA F7         | Tierra batida | Marc Rath              | 6-7(2), 7-5, 6-1 |
| 8.  | 17.08.2014 | Rumanía F11    | Tierra batida | Filip Horansky         | 7-6(8), 6-0      |
| 9.  | 31.08.2014 | Holanda F6     | Tierra batida | Julien Obry            | 2-6, 6-3, 6-2    |
| 10. | 01.03.2015 | Panamá F1      | Tierra batida | Bastian Trinker        | 6-2, 6-2         |
| 11. | 10.05.2015 | USA F15        | Dura          | Stefan Kozlov          | 6-2, 3-6, 6-0    |
| 12. | 24.05.2015 | México F4      | Dura          | Ernesto Escobedo       | 7-5, 5-7, 6-4    |
| 13. | 28.06.2015 | USA F19        | Dura          | Noah Rubin             | 2-6, 7-5, 6-0    |
| 14. | 15.11.2015 | Venezuela F3   | Dura          | Pedja Krstin           | 6-3, 1-0 (RET)   |
| 15. | 22.11.2015 | El Salvador F2 | Dura          | Marcelo Arévalo        | 7-6(6), 6-4      |
| 16. | 08.05.2016 | México F1      | Dura          | Adam El Mihdawy        | 6-1, 6-4         |

#### Finalista en individuales (10)
| N.º | Fecha      | Torneo         | Superficie    | Oponente                   | Resultado     |
| --- | ---------- | -------------- | ------------- | -------------------------- | ------------- |
| 1.  | 18.09.2011 | USA F23        | Dura          | Steve Johnson              | 2-6, 3-6      |
| 2.  | 22.07.2012 | USA F20        | Dura          | Sebastien Boltz            | 3-6, 3-6      |
| 3.  | 05.05.2013 | México F6      | Dura          | Miguel Gallardo-Valles     | 6-3, 3-6, 2-6 |
| 4.  | 27.10.2013 | México F16     | Dura          | David Souto                | 6-4, 4-6, 1-6 |
| 5.  | 03.11.2013 | México F17     | Dura          | Michael Quintero           | 5-7, 6-0, 2-6 |
| 6.  | 16.11.2014 | México F12     | Dura          | Agustín Velotti            | 1-6, 6-4, 5-7 |
| 7.  | 19.04.2015 | USA F13        | Tierra batida | Jason Jung                 | 3-6, 6-4, 4-6 |
| 8.  | 15.05.2016 | México F2      | Dura          | Marcelo Tomás Barrios Vera | 1-6, 6-7(3)   |
| 9.  | 19.06.2016 | USA F18        | Dura          | Sekou Bangoura             | 3-6, 2-6      |
| 10. | 04.03.2018 | Indian Wells 2 | Dura          | Martin Kližan              | 3-6, 3-6      |

### Dobles (18)
| N.º | Fecha      | Torneo         | Superficie    | Compañero                 | Oponentes                                        | Resultado            |
| --- | ---------- | -------------- | ------------- | ------------------------- | ------------------------------------------------ | -------------------- |
| 1.  | 06.03.2011 | Canadá F1      | Dura (i)      | Haydn Lewis               | Maxime Authom Adrien Bossel                      | 6-4, 2-6, 10-5       |
| 2.  | 22.05.2011 | México F3      | Dura          | Haydn Lewis               | Christopher Díaz-Figueroa Miguel Gallardo-Valles | 6-3, 6-4             |
| 3.  | 06.05.2012 | México F5      | Dura          | Devin Britton             | Ben Wagland Marious Zelba                        | 2-6, 6-4, 10-4       |
| 4.  | 13.05.2012 | México F6      | Dura          | Devin Britton             | Miguel Ángel Reyes-Varela Bruno Rodríguez        | 6-3, 5-7, 10-4       |
| 5.  | 24.06.2012 | USA F16        | Tierra batida | Rubén Gonzales            | Kevin King Juan-Carlos Spir                      | 6-2, 3-6, 10-4       |
| 6.  | 18.11.2012 | México F14     | Dura          | Yuri Bezeruk              | Mauricio Astorga Marvin Barker                   | 6-3, 6-1             |
| 7.  | 27.01.2013 | México F1      | Dura          | Chris Letcher             | Theodoros Angelinos Antoine Benneteau            | 6-3, 6-1             |
| 8.  | 13.10.2013 | México F14     | Dura          | Christopher Díaz-Figueroa | Dean O'Brien Juan-Carlos Spir                    | 6-4, 2-6, 10-8       |
| 9.  | 15.02.2015 | USA F7         | Tierra batida | Catalin-Ionut Gard        | Yuanfeng Li Wil Spencer                          | 6-2, 6-1             |
| 10. | 22.02.2015 | USA F8         | Dura          | Catalin-Ionut Gard        | Juan Ignacio Galarza Patricio Heras              | 6-2, 6-4             |
| 11. | 01.03.2015 | Panamá F1      | Tierra batida | Julio Peralta             | Iván Endara Eduardo Agustín Torre                | (W/O)                |
| 12. | 22.03.2015 | USA F10        | Dura          | Sekou Bangoura            | Mitchell Krueger Connor Smith                    | 6-4, 4-6, 10-7       |
| 13. | 05.07.2015 | USA F21        | Dura          | Sanam Singh               | Gonzales Austin Max Schnur                       | 6-3, 6-3             |
| 14. | 15.11.2015 | Venezuela F3   | Dura          | Luis Fernando Ramírez     | Christopher Díaz-Figueroa Franco Feitt           | 6-2, 3-6, 10-7       |
| 15. | 22.11.2015 | El Salvador F2 | Dura          | Emilio Gómez              | Marcelo Arévalo Christopher Díaz-Figueroa        | 6-3, 7-6(10)         |
| 16. | 10.04.2016 | Grecia F3      | Dura          | Ricardo Rodríguez-Pace    | Daniel Appelgren Christian Samuelsson            | 7-6(6), 6-1          |
| 17. | 15.05.2016 | México F2      | Dura          | Rubén Gonzales            | José Daniel Bendeck Alejandro Moreno Figueroa    | 6-7(2), 7-6(3), 10-4 |
| 18. | 03.07.2016 | USA F23        | Dura          | Sekou Bangoura            | Nicolás Meister Eric Quigley                     | 6-2, 6-3             |

#### Finalista en dobles (8)
| N.º | Fecha      | Torneo       | Superficie    | Compañero                 | Oponentes                                    | Resultado       |
| --- | ---------- | ------------ | ------------- | ------------------------- | -------------------------------------------- | --------------- |
| 1.  | 15.05.2011 | Venezuela F3 | Dura          | Armando Javier Boschetti  | Piero Luisi Román Recarte                    | 6-3, 3-6, 8-10  |
| 2.  | 29.05.2011 | México F4    | Dura          | Haydn Lewis               | Luis Díaz-Barriga Antonio Ruiz-Rosales       | 6-7(7), 4-6     |
| 3.  | 11.09.2011 | Canadá F5    | Tierra batida | Sekou Bangoura            | Maciek Sykut Denis Zivkovic                  | 2-6, 1-6        |
| 4.  | 22.07.2012 | USA F20      | Dura          | Yuri Bezeruk              | Harrison Adams Shane Vinsant                 | 3-6, 6-2, 11-13 |
| 5.  | 16.09.2012 | México F10   | Dura          | Christopher Díaz-Figueroa | Marcelo Arévalo Miguel Ángel Reyes-Varela    | 1-6, 5-7        |
| 6.  | 05.05.2013 | México F6    | Dura          | Álex Llompart             | Miguel Gallardo-Valles Alan Nuñez-Aguilera   | 4-6, 1-6        |
| 7.  | 02.06.2013 | Grecia F9    | Tierra batida | Dominik Schulz            | Konstantinos Economidis Alexandros Jakupovic | 1-6, 2-6        |
| 8.  | 23.02.2014 | USA F6       | Tierra batida | Daniel Garza              | Collin Altamirano Deiton Baughman            | 4-6, 4-6        |